# Llista d'aerolínies de São Tomé i Príncipe
Aquesta és una llista d'aerolínies que actualment operen a São Tomé i Príncipe.
| Aerolínia                | Imatge | IATA | ICAO | Indicatiu       | Inici d' operacions | Notes |
| ------------------------ | ------ | ---- | ---- | --------------- | ------------------- | ----- |
| Africa's Connection STP  |        |      | ACH  |                 | 2011                |       |
| Goliaf Air               |        |      | GLE  |                 | 1997                |       |
| SAL Express              |        |      |      |                 | 1999                |       |
| STP Airways              |        | 8F   | STP  | SAOTOME AIRWAYS | 2008                |       |
| Transafrik International |        |      | TFK  |                 | 1984                |       |
| Transliz Aviation        |        |      | TLZ  |                 | 2007                |       |
| TRAST Aero Atlantic      |        |      | TRE  |                 | 2008                |       |